# Jump Rope
«Jump Rope» — песня американской рок-группы Blue October из пятого альбома Approaching Normal.

## История
Песня «Jump Rope» написана Джастином Фёрстенфелдом как послание для своей маленькой дочери Блю, рождение которой изменило его жизнь и его взгляд на жизнь. По его словам, «Jump Rope» стала любимой песней дочери.
Песня вышла на альбоме Approaching Normal 24 марта 2009 года. Релиз сингла состоялся 20 ноября 2009 года. Спустя некоторое время, 16 декабря группа представила клип на данную композицию.
В 2011 году песня вышла на концертном акустическом альбоме Ugly Side: An Acoustic Evening with Blue October в качестве бонус-трека, распространявшегося через официальный магазин группы.

## Трек-лист сингла
| №  | Название         | Длительность |
| -- | ---------------- | ------------ |
| 1. | «Jump Rope»      | 3:20         |
| 2. | «Hate Me»        | 6:20         |
| 3. | «Into The Ocean» | 3:59         |
| 4. | «My Never»       | 3:46         |

## Сингл в чартах
| Чарт (2009)             | Высшая позиция |
| ----------------------- | -------------- |
| Germany Singles Top 100 | 65             |

## Участники записи
- Джастин Фёрстенфелд — стихи, вокал, гитара, арт-директор
- Райан Делахуси — скрипка, мандолина, клавишные, бэк-вокал
- Джереми Фёрстенфелд — барабаны, перкуссия
- Си Би Хадсон — гитара, бэк-вокал
- Мэтт Новески — бас-гитара, акустическая гитара, бэк-вокал